# (32529) 2001 PD7
2001 PD7 (asteroide 32529) é um asteroide da cintura principal. Possui uma excentricidade de 0.23108670 e uma inclinação de 7.86630º.
Este asteroide foi descoberto no dia 10 de agosto de 2001 por NEAT em Haleakala.